# Manuel (Spagna)
Manuel è un comune spagnolo di 2 452 abitanti situato nella comunità autonoma Valenciana.

## Società

### Evoluzione demografica
| 1990  | 1992  | 1994  | 1996  | 1998  | 2000  | 2002  | 2004  | 2005  | 2007  |
| ----- | ----- | ----- | ----- | ----- | ----- | ----- | ----- | ----- | ----- |
| 2.486 | 2.436 | 2.472 | 2.411 | 2.425 | 2.426 | 2.436 | 2.497 | 2.506 | 2.570 |